# أكيرا ياماموتو
أكيرا ياماموتو (باليابانية: 山本アキラ) (و. 1969 – م) ملاكم كيك بوكسينغ، من اليابان، في طوكيو.